# Goya (sèrie de televisió)
Goya va ser una sèrie de televisió, estrenada per TVE, en la qual es narra la vida del pintor espanyol Francisco Goya y Lucientes.

## Argument
La sèrie reflecteix la història d'Espanya entre 1746 i 1828 a través dels ulls del pintor de cort Francisco de Goya. L'argument es construeix sobre quatre pilars biogràfics: les seves relacions familiars, la seva activitat artística, les tertúlies del carrer i la vida en la cort. Al costat de tot això, la seva relació amb la Duquessa d'Alba

## Pressupost
El cost de producció va aconseguir la xifra de 330 milions de pessetes, la més cara de la història de la televisió a Espanya fins a aquest moment. Van participar 80 actors i més de 4.000 extres.

## Escenaris
La sèrie es va rodar a Fuendetodos, Saragossa, Madrid, El Escorial, La Granja i Aranjuez.

## Llista de capítols
- La cucaña.
- Pintor del rey.
- Cayetana.
- La familia de Carlos IV.
- Yo lo vi.
- La Quinta del Sordo.

## Repartiment
- Enric Majó…Francisco de Goya
- Laura Morante... Duquessa d'Alba
- Raf Vallone... Duaso
- José Bódalo... Carles IV
- Antonella Lualdi... Reina María Luisa
- Rosalía Dans... Leocadia
- Jeannine Mestre... Pepa Bayeu
- Luis Escobar... Carles III
- Carlos Larrañaga... Godoy
- Alfredo Mayo... Comte de Floridablanca
- Luis Prendes... Jovellanos
- Marisa Paredes... Duquessa d'Osuna
- Javier Escrivá... Iriarte
- Verónica Forqué... Comtessa de Chinchón
- Gerardo Malla... Francisco Bayeu
- Jorge Sanz … Goya nen
- Cristina Higueras... Lola, serventa de la Duquessa d'Alba
- Gerard Barry
- Queta Claver
- Emilio Gutiérrez Caba
- Alberto Closas
- Kiti Mánver
- Juanjo Puigcorbé
- Carlos Lemos
- Miguel Rellán
- Conrado San Martín
- José María Caffarel
- Carlos Hipólito
- Emilio Linder
- Ismael Merlo
- Luis Merlo
- Jorge Roelas
- José María Rueda
- Jack Taylor
- Fernando Valverde
- Charo Vera

## Fitxa tècnica
- Direcció: José Ramón Larraz
- Guions: Philip Broadley, Gabriel Castro, Jon Churchman, Antonio Isasi-Isasmendi, Antonio Larreta, Salvador Pons
- Música Original: Xavier Montsalvatge
- Fotografya: Fernando Arribas
- Muntatge: Emilio Rodríguez
- Perruqueria: Mercedes Paradela
- Maquillatge: José Antonio Sánchez